# آلسیو رومرو
رودریگو رنگل سرورا با نام مستعار آلسیو رومرو (زاده ۹ آوریل ۱۹۷۱)، بازیگر فیلم‌های پورنوگرافی گی مکزیکی است.

## زندگی‌نامه
اترودریگو رنگل سرورا در مکزیکوسیتی به دنیا آمد و بزرگ شد، پس از تحصیل در سن ۱۹ سالگی به لس آنجلس نقل مکان کرد. قبل از اینکه تصمیم بگیرد به عنوان یک بازیگر پورنوگرافی فعالیت کند چندین سال در زمینه تبلیغات کار کرد. او اولین حضور خود را در پورنوگرافی گی در حدود ۳۷ سالگی با شرکت در فیلم Green Door محصول استادیو فالکن، که در آن ساموئل کلت را به عنوان شریک خود داشت، انجام داد. او بعدا برای لوکاس انترتیمنت و تایتان مدیا کار کرده است. ژانرهای او تاکید  "شاه نر" و بیش از حد مردانه در نظر گرفته می شود. رومرو همچنین برای وب‌سایت‌های مختلف از جمله کینک.کام همکاری می‌کند و به عنوان مجری زنده و اسکورت کار می‌کند. در سال ۲۰۱۱ او برنده جوایز Grabby برای داغترین صحنه با آرپاد میکلوش، ساموئل کلت و برن وایسون شد. به عنوان یک بازیگر، خرس در فیلم Gym Gloryhole به موفقیت دست یافت. او همچنین دو نامزدی در جوایز GayVN در سال ۲۰۱۸ برای بهترین صحنه خرس و بهترین بازیگر خرس در رده جایزه فن کسب کرد.

## فیلم‌شناسی
- Green Door (Mustang) (2009)
- Anal Assault (Titan Media) (2009)

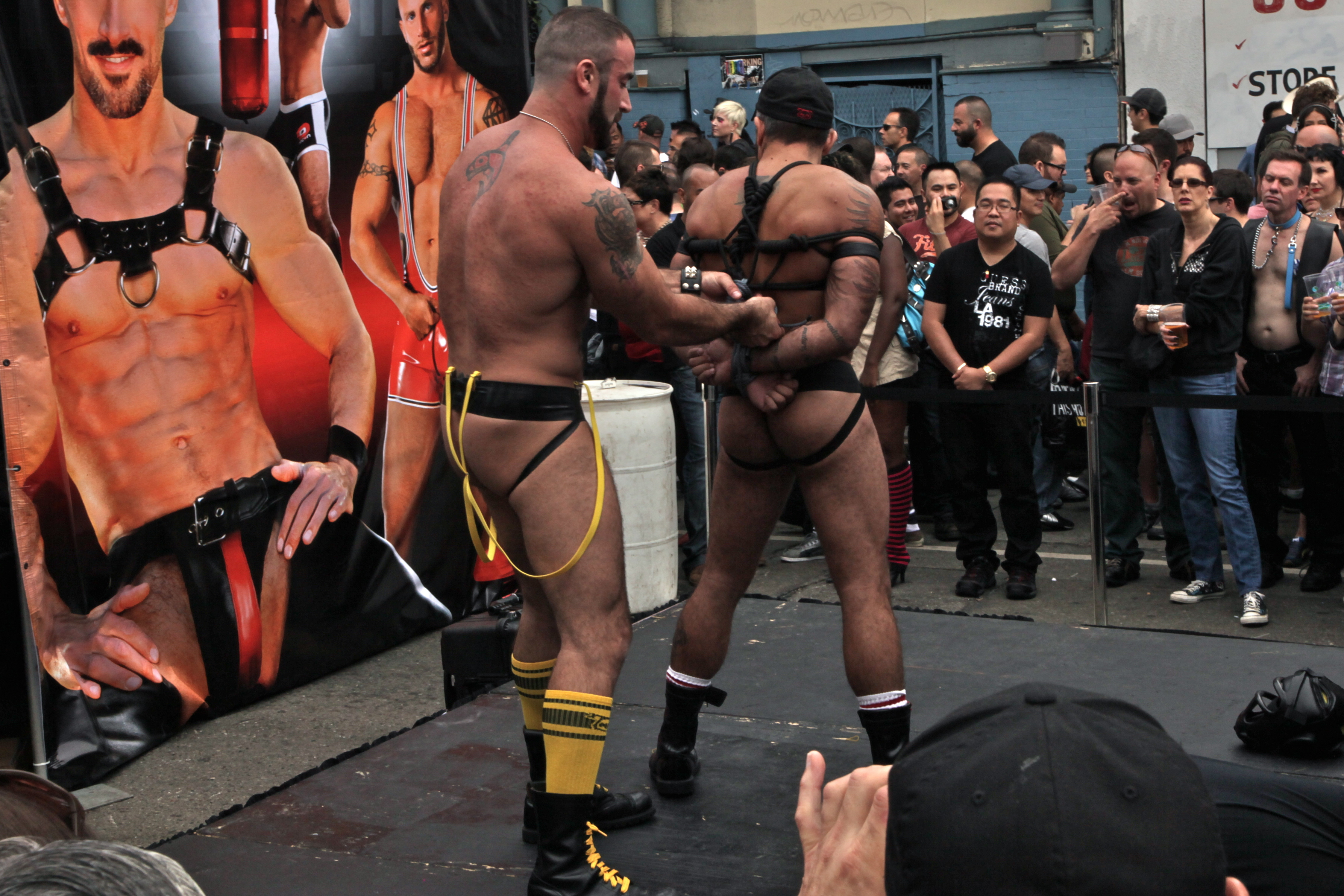
نمایشگاه خیابانی السیو رومرو و اسپنسر رید آلا فولسوم در سال ۲۰۱۱.

- Bound and Beaten (Titan Media) (2009)
- Darkroom (Mustang) (2009)
- Playing With Fire 4 (Channel 1 Releasing) (2009)
- Up Yours 2 (Hothouse Entertainment) (2009)
- Wrist Wranglers (Hothouse Entertainment) (2010)
- Code Yellow: Piss In My Mouth (Raging Stallion) (2010)
- Crotch Rocket (Falcon Studios) (2010)
- Filthy Fuckers (Titan Media) (2010)
- Hard Friction 2 (Raging Stallion) (2010)
- Laid-Off (Mustang) (2010)
- Man Up (Falcon Studios) (2010)
- Muscle Fuckers (Jake Cruise Productions) (2010)
- Piss Pigs (Lucas Entertainment) (2010)
- Steven Daigle: Stalked (Channel 1 Releasing) (2010)
- Stockroom (Titan Media) (2010)
- Tales of the Arabian Nights 3: Arab Heat (Raging Stallion) (2010)
- Dog Fight (Raging Stallion) (2011)
- Edger 9: Race To The Edge (Raging Stallion) (2011)
- Eye Contact (Lucas Entertainment) (2011)
- Consent (Titan Media) (2011)
- Foot Action! (Lucas Entertainment) (2011)
- Full Fetish: The Men of Recon (Titan Media) (2011)
- I'm Gettin' Pissed (Channel 1 Releasing) (2011)
- Indecent Encounters (Raging Stallion) (2011)
- Institutional Encounters (Raging Stallion) (2011)
- Live Sex (Raging Stallion) (2011)
- Men in Suits: Gentlemen 1 (Lucas Entertainment) (2011)
- Piss On Me (Lucas Entertainment) (2011)
- Fucking Junior (Cocksure Studios) (2012)
- Fuckin' Around the House (Lavender Lounge Studios) (2012)
- Pissed and Probed (Titan Media) (2012)
- Hoodies (Raging Stallion) (2013)